# Benedicció sacerdotal
La benedicció sacerdotal (en hebreu, ברכת כהנים birkat cohanim) és la benedicció que els cohanim fan a la resta dels jueus presents a l'assemblea després de la pregària de mussaf o bé d'altres pregàries durant els dies especials com el sàbat, el Yom Kippur i en altres dies festius, així que llur benedicció és recitada, mot a mot, després de la repetició de l'amidah per part del jazan i després pels cohanim que són sobre l'estrada en la qual està depositada l'arca santa, llavors ells són coberts per un tal·lit, un mantell de pregària, i s'aixequen de les seves cadires.
Després de 1970, aquesta benedicció és recitada de manera solemne a l'esplanada del Kotel, el Mur de les Lamentacions, en presència d'un públic nombrós dos cops a l'any el segon dia de Kol Hamoed, les festes de la Pasqua jueva (la pasqua jueva), i el sukkot és ajornat si aquest dia s'escau en sàbat.
Aquesta benedicció és una de les particularitats que distingeixen els cohanim de la resta del poble jueu des de la destrucció del Segon Temple de Jerusalem. El rescat del primogènit, el privilegi d'esser cridat per fer la lectura pública de la Torah, algunes prohibicions relatives a les dones amb les quals es poden casar els cohanim, o fins i tot la prohibició d'entrar a un cementiri.
Els cohanim encara duen el cognom "Cohen" o bé alguna de les seves variants.